# Oostduinkerke
Oostduinkerke (Frans: Ostdunkerque) is een dorp aan Belgische Kust (meer bepaald de Westkust) en een deelgemeente van de gemeente Koksijde. Op 1 januari 1971 fuseerde Oostduinkerke met Wulpen en bij de gemeentelijke herindeling van 1977 gingen beide gemeenten op in de fusiegemeente Koksijde.

## Geografie

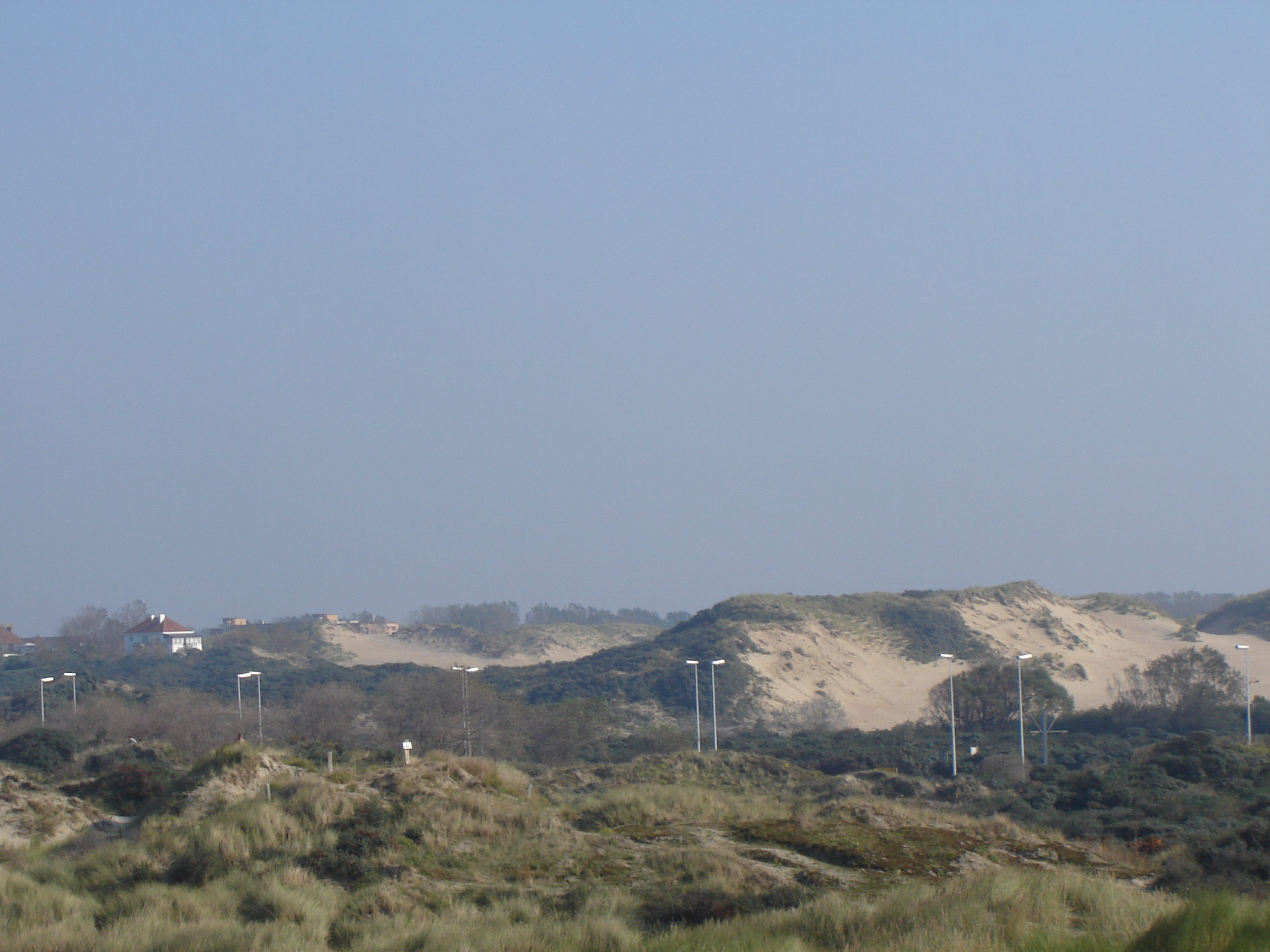
Duinencomplex Ter Yde, gezien vanaf de Zeebermduinen

Het noordelijke deel van de deelgemeente, aan het strand gelegen, is een rustige badplaats middenin duinenrijen (240 hectare) die als natuurreservaat bestempeld werden.
Het zuidelijke gedeelte ligt aan de grens tussen de duinen en De Polders (landen onder het hoogwaterniveau die vroeger regelmatig overstroomd werden). Het was een vissersdorp waarvan de inwoners tussen twee viscampagnes hun moestuin bewerkten en weleens duinkonijntjes stroopten. Vandaag hebben de dorpelingen zich grotendeels op toerisme en horeca gericht.
Het strand is bij laag water een kilometer breed. De afmetingen van het strand (het strekt zich uit over 30 km tot het strand van Duinkerke) en zachte helling, alsook de afwezigheid van strandhoofden, zijn geschikt voor het zeilwagenrijden en het parakarten.

### Wijken

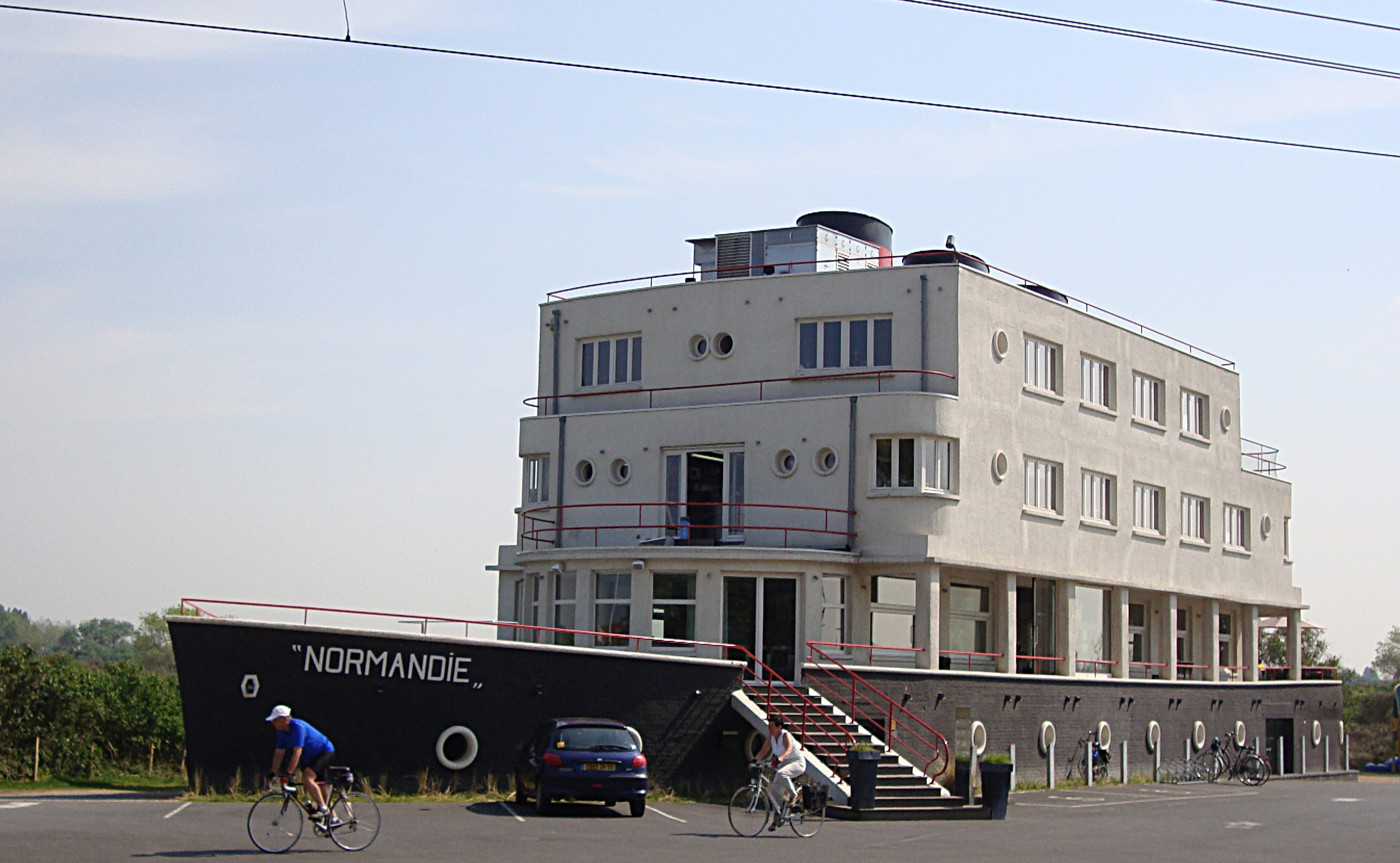
Modernistisch bootrestaurant Normandie

Oostduinkerke kent naast de kernen Oostduinkerke-Bad en Oostduinkerke-Dorp verder nog de volgende wijken:
- Duinpark: Exclusieve wijk grenzend aan het natuurgebied Zeebermduinen. Bestaande uit kleine straatjes en pleintjes, waaronder het Rodenbachplein. Wordt ook weleens 'Klein Knokke' of de 'miljonairswijk' genoemd verwijzend naar de mix van charmante villa's en de peperdure villa-appartementen vlak bij het strand, waar tal van West-Vlaamse ondernemers en vrije beroepers uit vooral de streek rond Kortrijk en Roeselare hun vakantieresidentie hebben.
- Sint-André: Exclusieve wijk met luxueuze villa-appartementen gelegen aan natuurgebied Schipgatduinen. Hier liggen ook de twee geklasseerde restaurantboten "Hotel De Normandie" en "La Péniche"
- Groenendijk: Exclusieve wijk grenzend aan Nieuwpoort met villa-appartementen en villa's, deze wijk wordt door de Zeebermduinen gescheiden van de duinparkwijk.
- Witte Burg: Exclusieve wijk van villa's bij Oostduinkerke-dorp, te midden het gelijknamig natuurgebied.
- Mariapark: Rustige villawijk vlakbij het Hannecartbos en de Ter Yde Duinen, waardoor het een mooie overgang vormt tussen bebouwing en natuur. De wijk dankt haar naam aan Maria, de echtgenote van de oorspronkelijke verkavelaar.

## Geschiedenis
In 1135, toen de gemeente nog Dunacapella (duinkapel) heette werd ze voor het eerst een zelfstandige parochie. De naam evolueert later naar Dunckercka. Pas in 1246 wordt gewag gemaakt van de naam "Ostdunckercka". Dit om het onderscheid te maken met Duinkerke in het huidige Frankrijk. Op de Ferrariskaarten uit 1777 kunnen we zien hoe het dorp Ostdunkercke er toen uitzag. Van enige bebouwing in de duinen was helemaal geen sprake. Er was enkel bebouwing in het 'dorpscentrum'. Dat bestond uit de kerk, een paar huizen en slechts een twintigtal kleine boerderijtjes met moestuinen.
In de middeleeuwen bestond er een waddeneiland (zoals er nog nu in Friesland zijn) van Duinkerke tot Oostduinkerke met de Duinenabdij in het midden. Later (met gedeeltelijke verslibbing van de IJzerdelta) breidde het eiland zich verder uit naar het oosten, waar Nieuwpoort (novus portus = nieuwe haven) werd gesticht. In 1886 gaat de stoomtramlijn Oostende-Veurne rijden. Daarmee krijgt ook Oostduinkerke-dorp zijn eerste openbaar vervoer.

### 20e eeuw
Aan het begin van de 20e eeuw begon het toerisme en de ontwikkeling van Oostduinkerke-Bad. Dit was vooral de verdienste van de twee hotels, waarvan Hotel Gauquié het langst overbleef. In 1899 werd de "Société civile des dunes d'Oostduinkerke et Coxyde" opgericht door vermogende Bruggelingen, die instond voor het bouwklaar maken van de duinengrond. Toch was het vooral na de Eerste Wereldoorlog dat het toerisme in Oostduinkerke echt begon. In deze tijd kwam ook Felix Timmermans hier op vakantie. De artiesten en de intellectuelen hadden afspraak in het "Hotel des dunes", terwijl de sportievelingen elk jaar terugkwamen voor de internationale zeilwagenwedstrijd. 
In 1926 bereikt de NMVB-Kusttramlijn Oostduinkerke-bad als stoomtram, en in 1929 als de elektrische lijn 1; in moderne vorm rijdt die daar nog steeds. In 1930 gaat de elektrische lijn 9 van Oostduinkerke-bad via dorp naar Veurne rijden, terwijl de lijn Nieuwpoort(stad)-Oostduinkerke(dorp)-Koksijde(dorp)-Veurne een stoomtramlijn blijft. In 1941 werden lijn 7, 9 en de stoomtram door de bezetter opgeheven. Na de oorlog keerden zij niet meer terug.

## Demografische ontwikkeling
- Bronnen:NIS, Opm:1831 tot en met 1970=volkstellingen; 1976 = inwoneraantal op 31 december
- 1970-1976: Inclusief Wulpen

## Natuur

### De duinen
De Oostduinkerkse duinen situeren zich langs weerszijden van de Leopold II Laan, die het dorp met het bad verbindt. Ten westen de Doornpanne en Schipgatduinen en ten oosten Duinen van Ter Yde, Hannecartbos en Oostvoorduinen. 

#### Doornpanne
Een panne of duinpan is een komvormige laagte tussen duinen. Het gaat hier dus om een depressie waarin veel struiken met doornen groeiden. In de Doornpanne bevindt zich de Hoge Blekker, die met zijn 33 meter het hoogste Belgische duin is.

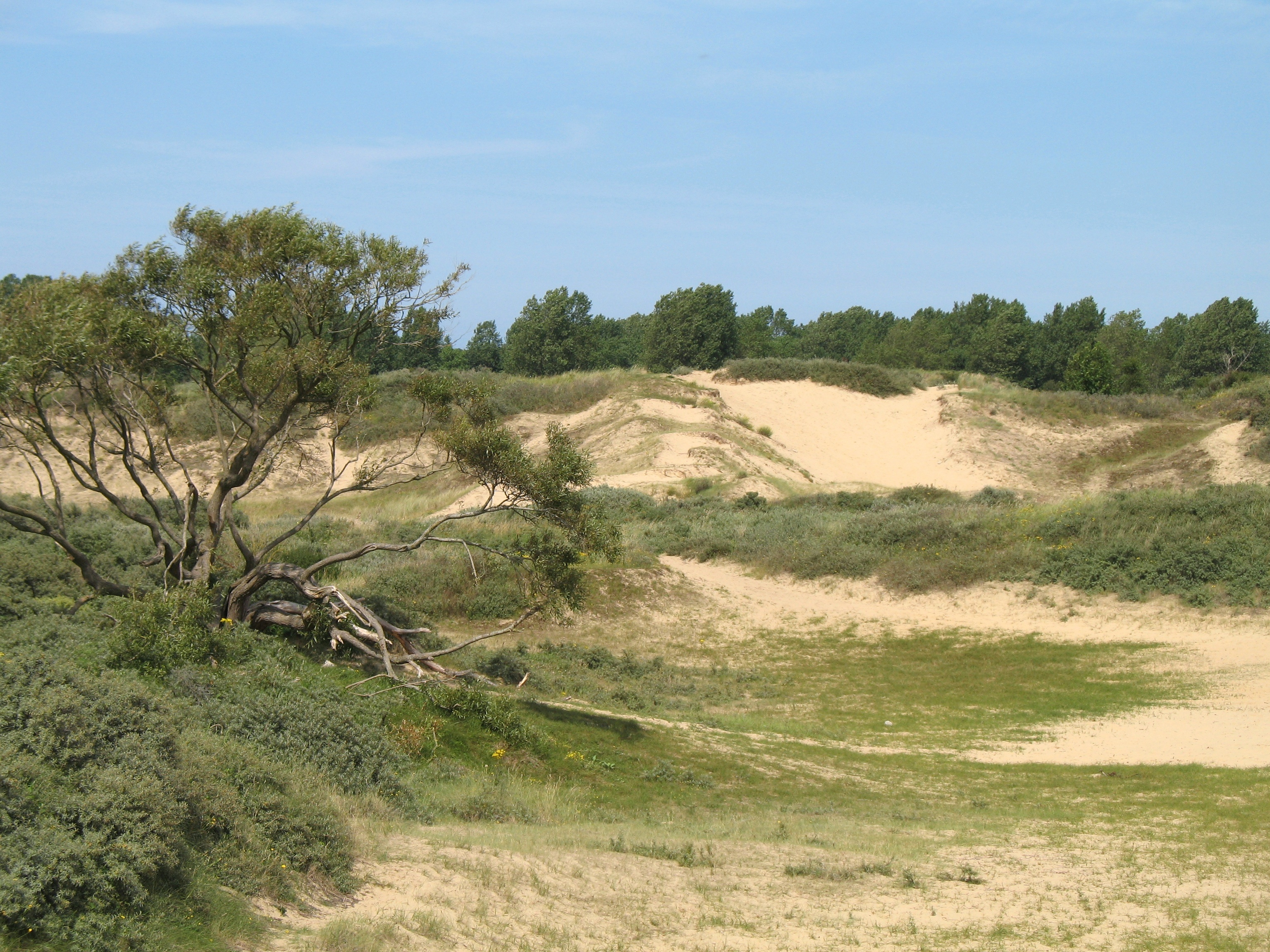
Depressie in de Doornpanne

#### Ter Yde
Ter Yde is de naam van een oud vissersgehucht gesitueerd op de oevers van het vloedgat, een modderpoel in de IJzerdelta. Het vloedgat werd gesloten door een dijk, de Groenendijk en vormt de Lenspolder (van de familie Lens) op de actuele linkeroever van de IJzer. Voor de oude modderpoel, in het actuele Hannecartbos, bestaat nog een kleine depressie waardoor de "Beek zonder naam" loopt.

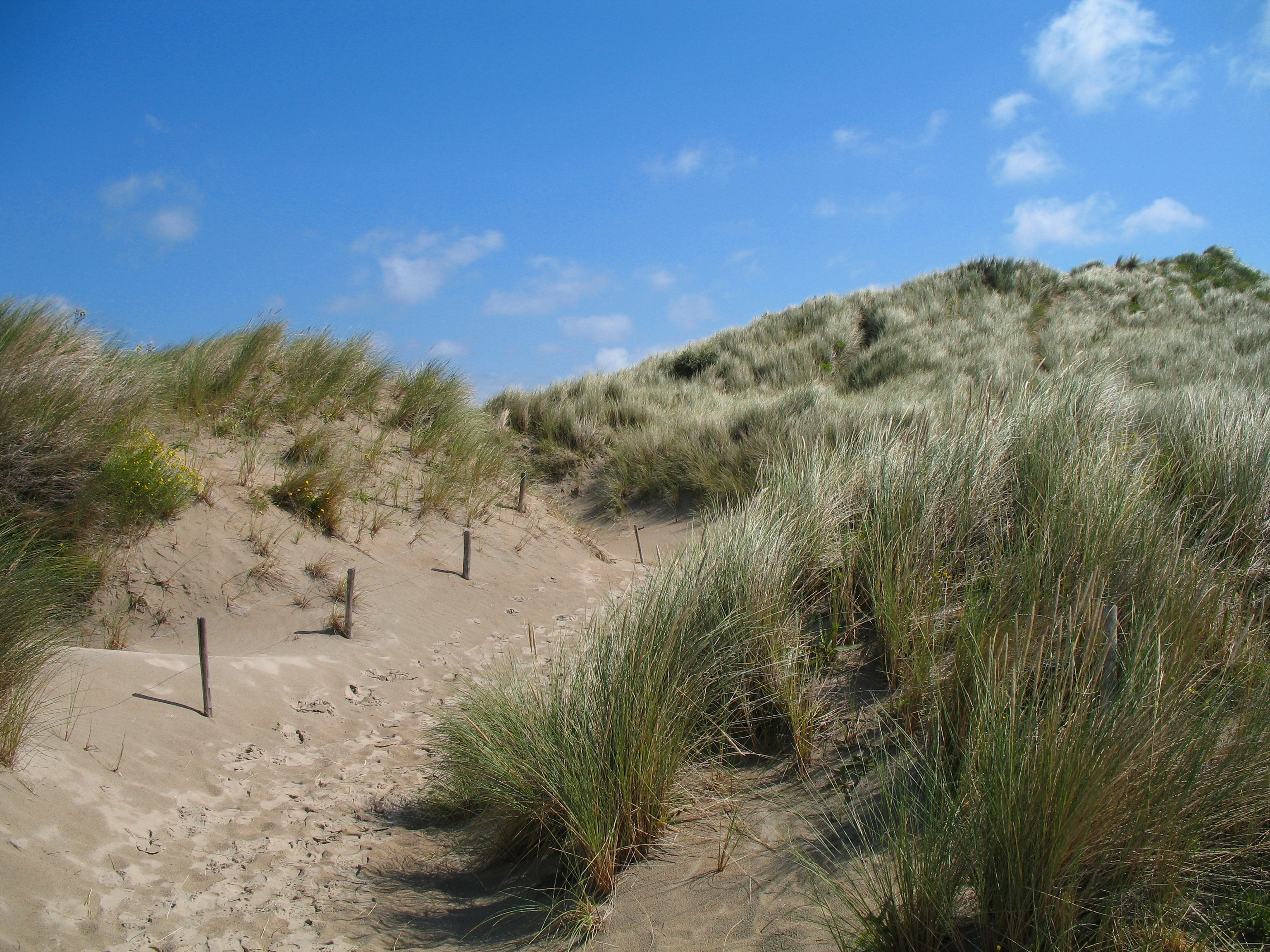
Ter Yde Duinengebied

Het reservaat bestaat uit duinen van verschillende types:
De oudste duinen dateren uit de Hoge Middeleeuwen. Naast Oostduinkerke vindt men deze ook nog in Adinkerke, op de grens van de polders en de meest recente duinen. Men noemt ze ook "kopjesduinen". Het zijn zandbanken gevormd door de wind die over de oude IJzerestuarium vloog. Voorbij de kopjesduinen, meer naar zee op, strekken de Plaatsduinen en de Karthuizerduinen zich uit. Deze laatste stuifduinen, in paraboolvorm, verplaatsen zich van het westen naar het oosten door de dominerende windrichting. Men moest er helmgras op plaatsen en barrières aanleggen om de verzanding van de Lenspolder tegen te gaan. De Plaatsduinen daarentegen, hoewel ook stuifduinen, zijn restanten van een gestabiliseerde middeleeuwse vorming.
De Zeebermduinen zijn de meest recente duinen. Deze situeren zich tussen de Karthuizerduinen en de zee. Ze vormen een natuurlijke omwalling tegen overstromingen. Alle duingebieden zijn Europees beschermd als onderdeel van Natura 2000-gebied 'Duingebieden inclusief IJzermonding en Zwin' (BE2500001).

### Bossen
Het Hannecartbos: dit bos van 48 hectare werd in de jaren 1920 aangelegd door de familie Hannecart om er te kunnen jagen.

## Cultuur

### Onroerend erfgoed

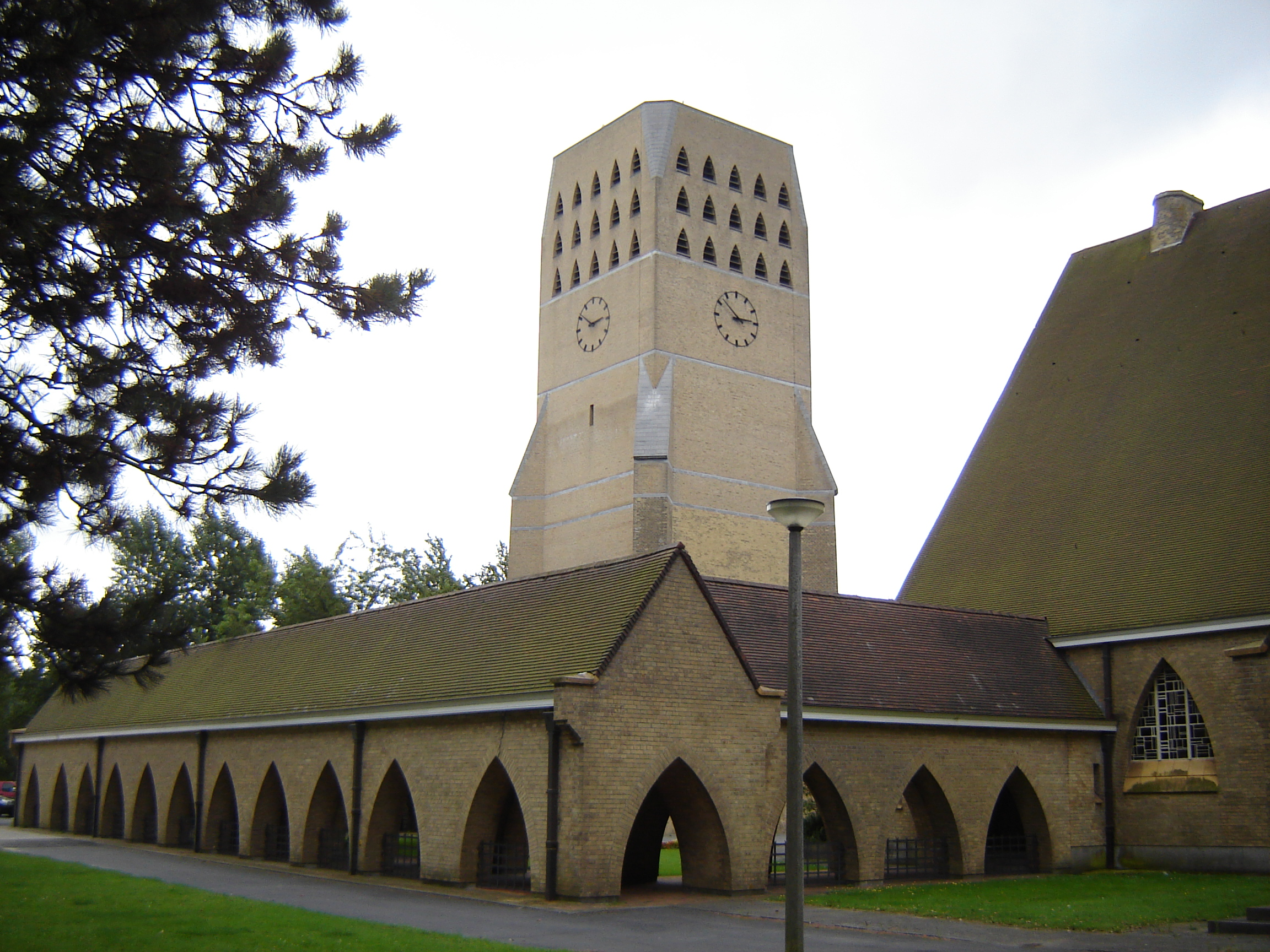
Sint-Niklaaskerk

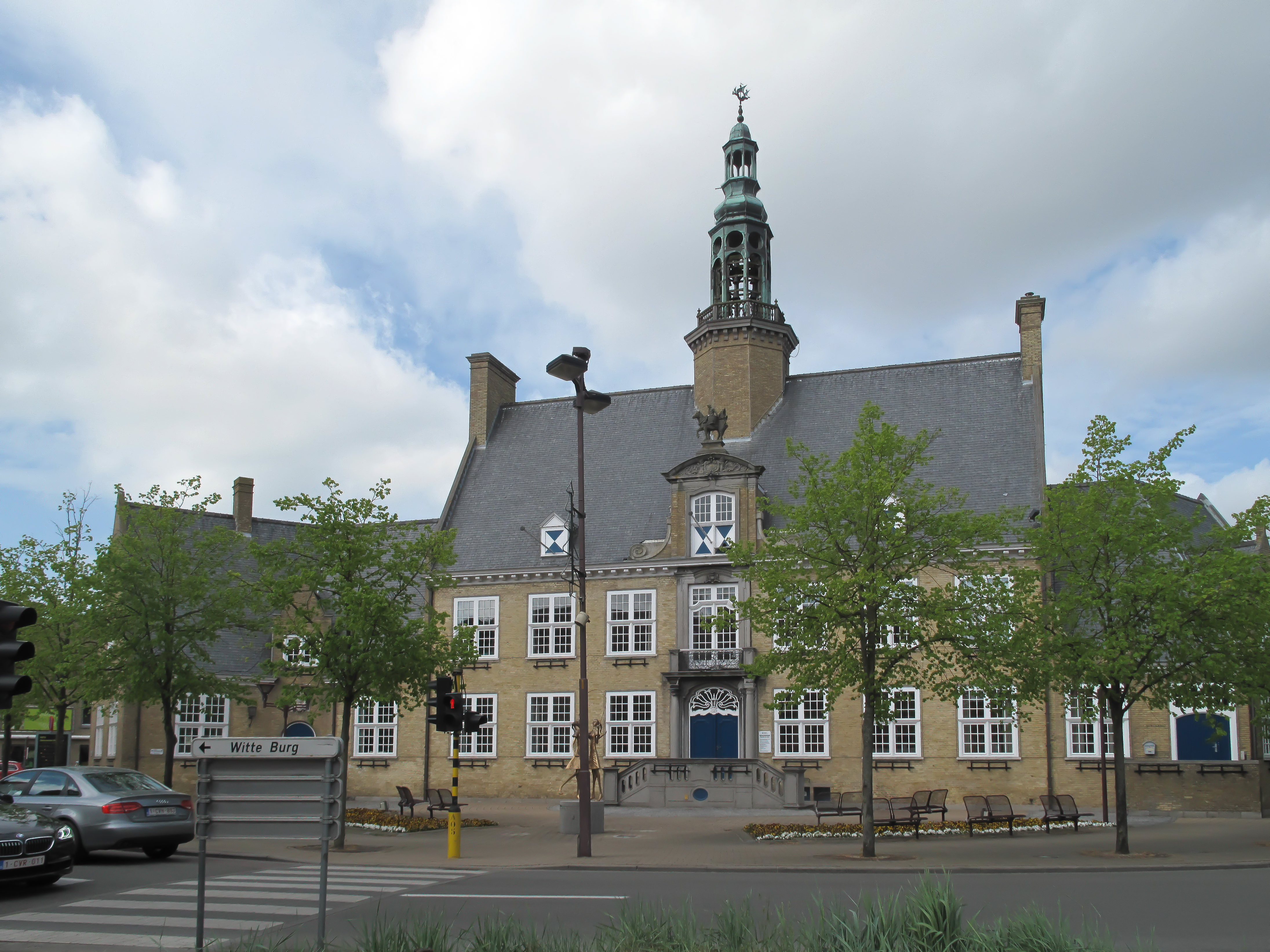
Het voormalig stadhuis

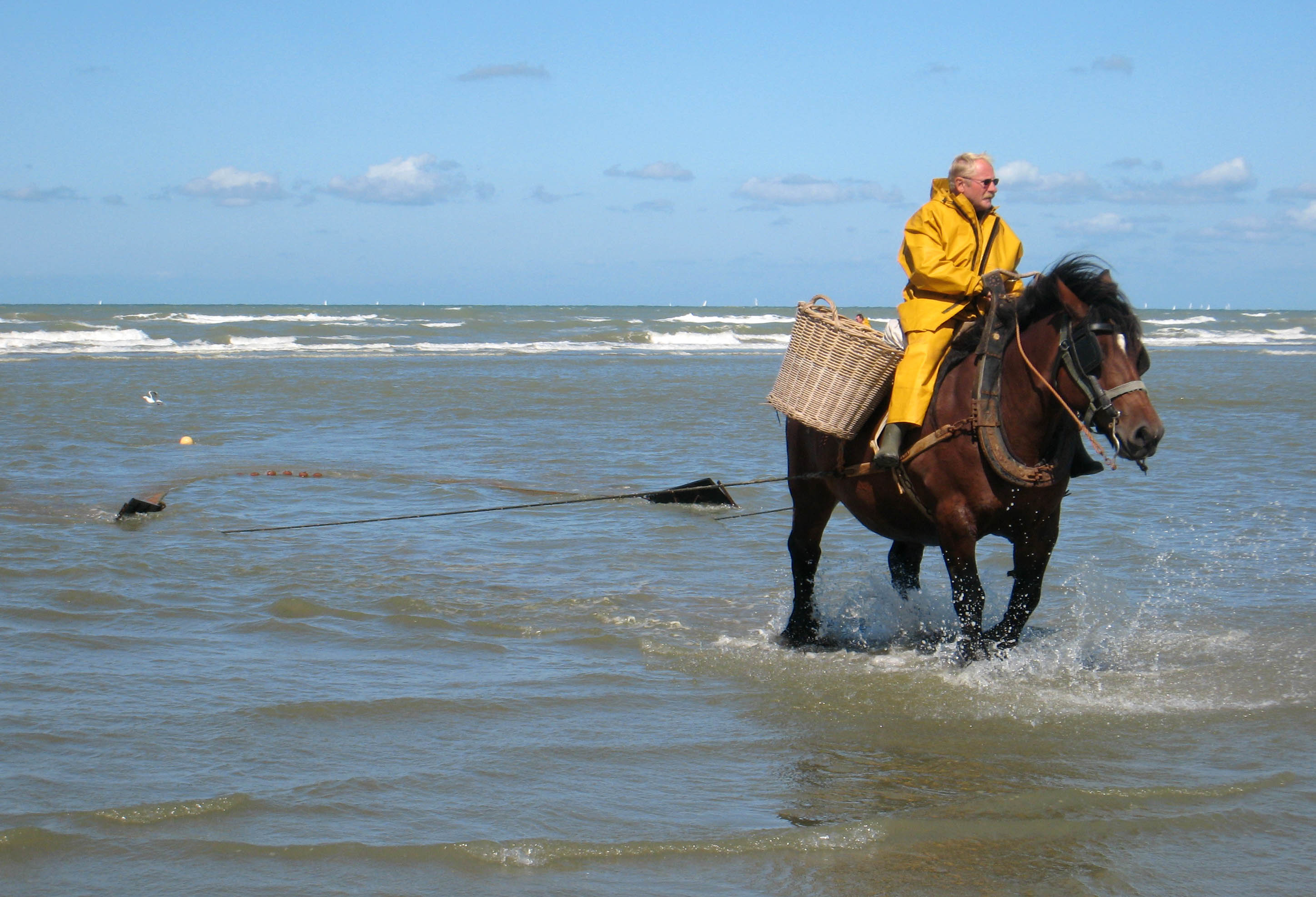
Garnaalvisser te paard

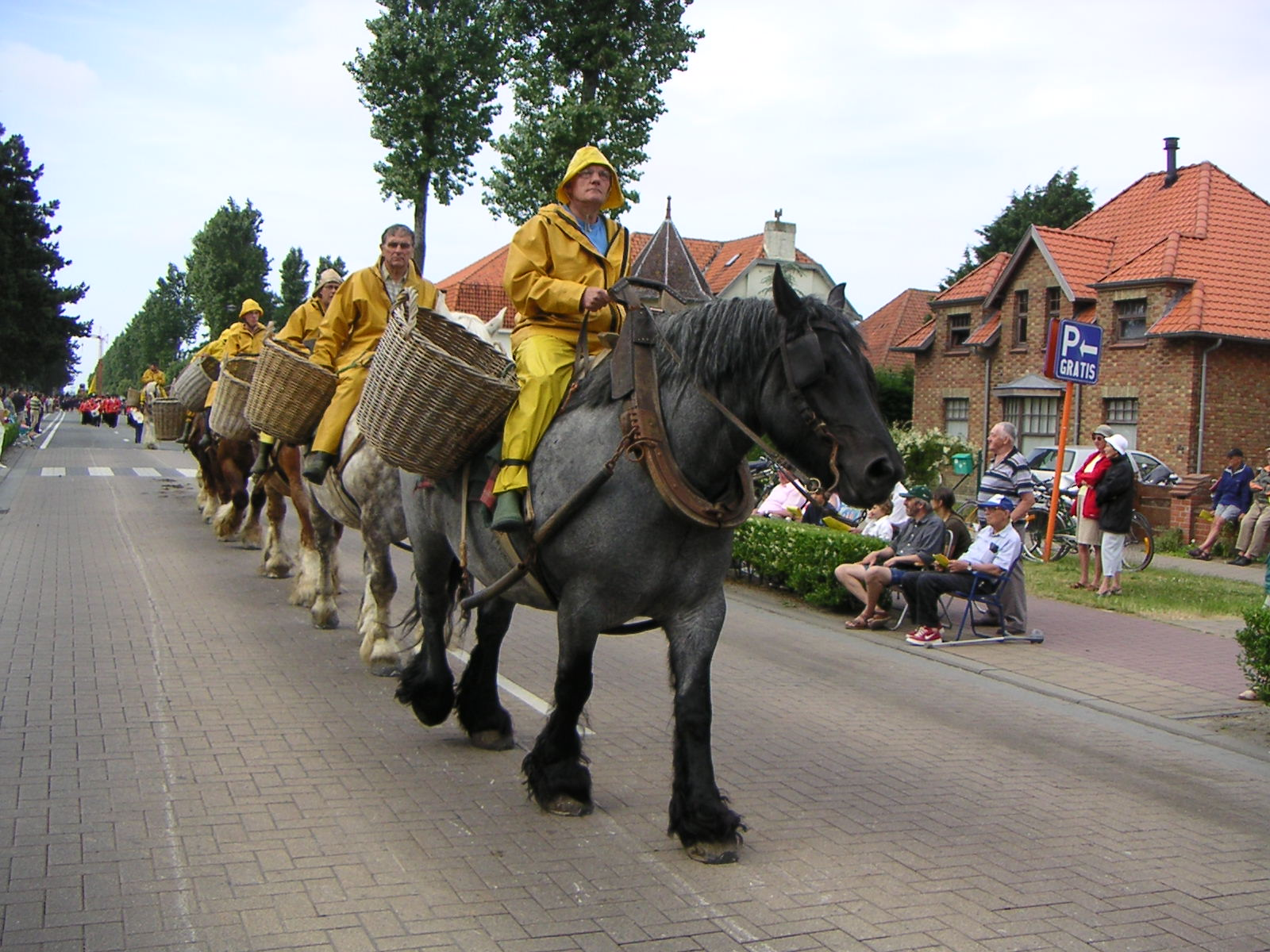
Optocht van paardenvissers

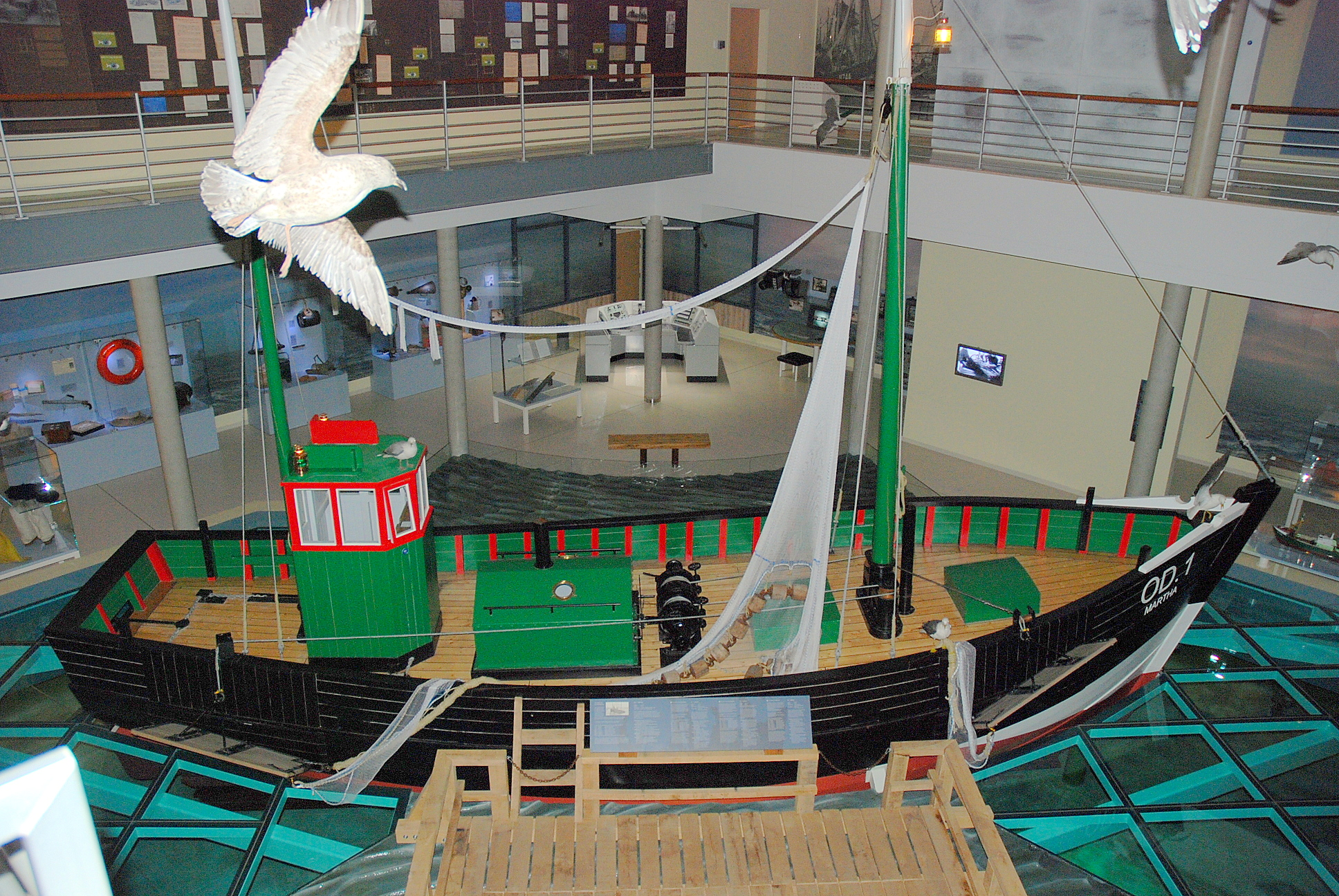
Het Nationaal Visserijmuseum - OD. 1 Martha

- De Sint-Niklaaskerk te Oostduinkerke-Dorp, van Jean Gilson uit 1952 is een moderne bakstenen kerk. Ze werd gebouwd in 1952-1956, ter vervanging van de oude kerk die in 1940 werd vernield. Tussen de kerktoren en het schip van de kerk ligt een atrium, dat omgeving is door wandelgangen. Aan de 36 meter hoge kerktoren hangt een terracotta Christusbeeld, dat 13,5 meter hoog is en vier ton weegt. Het werd gemaakt door Josef Arnost Gause. Een 3,5 meter hoog terracotta beeld hangt boven het altaar.
- De witte zomer- of Mariakapel, die gebouwd is in de hoogte, met daarachter, op de hoogste duin van Oostduinkerke-bad, de villa "Le belvédère" van de hand van architect Gaston Lejeune die zo het omgevende landschap domineert.
- Het oud stadhuis van Oostduinkerke, later OCMW-burelen en thans het erfgoedhuis van Koksijde-Oostduinkerke.
- Het Brits militaire kerkhof (1940-1945) is een stille getuige van de Britse doden die hier gevallen zijn gedurende de Slag om Duinkerke in 1940.
- Grafsteen van Louis Artan op de gemeentelijke begraafplaats ontworpen door Victor Horta.
- Modernistisch openluchtzwembad op de zeedijk.
- De mooiste duinenvilla van België bevindt zich volgens de kranten Het Belang van Limburg en De Gazet van Antwerpen in de Oostduinkerkse wijk Witte Burg. Het gebouw van architect Marc Corbiau werd in 2009 te koop gesteld voor 7,5 miljoen euro. Hoewel ze pas in 1990 gebouwd werd is ze toch al opgenomen in de erfgoedlijst van de gemeente.

### Maritiem erfgoed en folklore
- Oostduinkerke is de enige plaats ter wereld waar nog te paard garnalen gevangen worden. Tot het midden van de twintigste eeuw gingen de paardenvissers voor de kost vissen langs het strand. Nu is dit meer folklore geworden en wordt deze door de gemeente gesubsidieerde visserij enkel als toeristische attractie beoefend. Daarnaast worden in Oostduinkerke ook nog steeds garnalen gevangen met een door mankracht voortgetrokken sleepnet door de kruiers of kruwers. Eerder werden de paardenvissers reeds erkend als Vlaams erfgoed. Sinds december 2013 werden ze ook opgenomen als UNESCO immaterieel werelderfgoed.[2]
- Elke vrijdagavond tijdens de zomer vindt er op het binnenplein van het Nationaal Visserijmuseum een folkloreavond plaats waar men oude ambachten zoals kantklossen, mandenvlechten, klompenmakers, hangmatwevers, nettenwevers, enz. kan bezig zien.

### Monumenten
- Monument voor de gesneuvelden uit de Eerste Wereldoorlog door Oscar Jespers
- Hugo Verriest gedenkteken van Mark de Bruyn
- Clooned Paardevissers van William Sweetlove
- Tegenwind van Gerrit

### Musea en bezoekerscentra
Oostduinkerke heeft verschillende musea.
- In het dorp ligt het Nationaal Visserijmuseum. Het geeft de geschiedenis weer van de Oostduinkerkse vissers, die bekend waren voor hun durf en vaardigheid tot bij de Duinkerkse visserijbazen, die hen kwamen ronselen voor de IJslandvaart. Het geeft eveneens een historisch overzicht van de Vlaamse kust- en zeevisserij aan de hand van maquettes van vissersboten (van AD 800 tot heden). In 2004 werd het oude visserijmuseum gesloopt en vervangen door een complete nieuwbouw waarin de vissersboot OD1 Martha, die voorheen op het binnenplein lag en die gerestaureerd werd, zijn laatste rustplaats vond. Op het vrij te bezoeken binnenplein ernaast ligt nog een origineel vissershuisje (deel van het museum) en een vissersherberg Estaminet De Peerdevisscher, alle met traditionele, wit gekalkte bakstenen, met rode dakpannen en witte dakranden en groen geschilderd schrijnwerk. Traditioneel is ook de zwarte, met teer beschilderde plint.
- Het museum voor sleutel en slot (een historisch overzicht van 3000 jaar sleutel en slot)
- Het heemkundig museum Florishof (dorps- en volksleven anno 1900).
- Bezoekers-en educatief centrum 'De Doornpanne'

### Jaarfeesten
In Oostduinkerke zijn er jaarlijks verschillende stoeten en parades.
- In de eerste week van de grote vakantie en ook in het weekend voor deze vakantie: de "garnaalfeesten", een hele week lang zijn er verschillende activiteiten die te maken hebben met de garnaal, met als afsluiter een grote stoet die in het teken staat van de visserij. Ook zijn er vooraf verschillende "markten" over oude beroepen zoals manden vlechten, kaas maken en natuurlijk alles omtrent de visserij.
- de "week van de zee", met elk jaar een uitvoering over het oude Oostduinkerke.
- zondag voor Aswoensdag: jaarlijkse carnavalsstoet met reuzen Ko en Liza.
- openingsmars van de Vierdaagse van de IJzer.

### Inspiratieoord voor kunstenaars
Al van in de beginjaren trok Oostduinkerke-Bad verscheidene kunstenaars aan. Rainer Maria Rilke verbleef als toerist in Oostduinkerke van 5 tot 13 augustus 1906 in het Belle Epoquehotel "Grand Hotel d'Oostduinkerke" aan de zeedijk. Kunstschilders als Louis Artan, Schepens, Piet Verhaert, Robert Boudry en Edgar Farasyn verbleven ook in dit kustdorp. Ook Felix Timmermans en Jan Cox verbleven hier. Timmermans verbleef hier zes zomers - van 1933 tot 1939 - in de villa "Laagland" in de wijk Duinpark. Hij vervolmaakte er zijn "Boerenpsalm" en ontving er gasten uit intellectuele kringen, zoals Ernest Claes. Toen beeldhouwer Oscar Jespers het monument voor de gesneuvelden moest maken verbleef hij vijf maanden in het dorp. Thans woont ook cracking-art-kunstenaar William Sweetlove in Oostduinkerke. Zijn werk "cloned paardevisser" zal, na de heraanleg van de zeedijk, ter hoogte van het Astridplein de zeedijk sieren.

## Politiek
Tot en met 1976 was Oostduinkerke een zelfstandige gemeente, tot het in 1977 fusioneerde met Koksijde. De laatste burgemeester was Honoré Loones.

## Sport
Voetbalclub KVV Oostduinkerke is sinds de Tweede Wereldoorlog aangesloten bij de Belgische Voetbalbond en er actief in de provinciale reeksen.

### Zwembaden
In de jaren 50 opende op het strand van Oostduinkerke een verwarmd openluchtzwembad de deuren. Dit is het enige zwembad op het strand langs de Belgische kust. De bijhorende badinstallatie werd in 2009 een beschermd monument en wordt binnenkort helemaal gerestaureerd. Ook beschikt Oostduinkerke in Groendijk over een vestiging van het subtropisch zwemparadijs Sunparks.

### Golfcourses
In 1922 kochten enkele Engelsen, die vaak in het Zoute vertoefden, een 100 ha groot stuk grond in de duinen van Sint-André. Ze stelden golfbaanarchitect Harry Colt aan om het terrein aan te leggen. Colt stond toen aan de top van de golfbaanarchitecten. Hij ontwierp onder meer de Royal Zoute Golf Club. Hij omschreef Sint-André als zijn beste ontwerp: ‘You should see the golfing country I am working on over in Belgium. I think it is the best I have ever seen.’ De course werd later verkocht aan industriëlen, maar door de hoge kosten werd het terrein verkocht en herverkaveld om er een luxueuze villawijk op neer te poten.
In 2003 raakte bekend dat Gemeente Koksijde een beroep doet op Jeremy Pern om op een terrein van 84,5 ha een nieuwe golfcourse van 27 holes te realiseren. Pern raakte bekend door zijn courses in o.a. Dubai, Grenoble en Venetië. Veel van zijn ontwerpen worden tot Europa's mooiste gerekend : veertien ervan zijn terug te vinden in de Peugeot Golf Guide. In september 2012 werd de drivingrange geopend, gevolgd door de Hazebeekcourse (9 holes) in april 2013. De volledige realisatie van Koksijde Golf ter Hille op de site van het oude uithof van de Duinenabdij moet rond zijn in 2014.

### Sportcentrum
Oostduinkerke beschikt met het sportcentrum Hazebeek over een atletiekpiste, verschillende voetbalvelden, indoor sportzalen en een squashzaal. Daarnaast is er een volledig nieuw fitnesscentrum uitgebouwd en een petanque- en duivenlokaal. Er komt overigens ook een nieuwe skateplaza in deze sportbuurt, die rechtstreeks aan Koksijde Golf ter Hille grenst. Verder zijn er ook nog plannen voor een nieuwe gemeentelijke minigolf in deze buurt.

### Tennis
In Oostduinkerke zijn verschillende tennispleinen ter beschikking van de toerist, evenals meerdere minigolfterreinen.

### Surfen en zeilen
Oostduinkerke beschikt over twee strandclubs. De Sand Yacht Club Oostduinkerke (Sycod) staat vooral gekend als zeilclub, surfclub en strandzeilclub waardoor het een exclusief veelal bemiddeld publiek aantrekt, de club is gelegen in de exclusieve duinparkwijk. Surfclub Windekind is enkel bedoeld voor surfers en bevindt zich in Groenendijk.

## Verkeer en vervoer

### Tram
Oostduinkerke-Bad wordt bediend door de Kusttram Knokke – Oostende – De Panne.

### Bus
Oostduinkerke (Dorp) wordt bediend door buslijn 60 Veurne-Oostende en 61 Veurne-Groenendijk. Minstens tot 2002 was dit één lijn, met nummer 769.
In de jaren '80 was er ook een buslijn 23 naar/van Veurne. Administratief was dit lijn 774.

## Jumelages
Partnersteden van Oostduinkerke zijn:
- Biedenkopf (Duitsland)
- La Charité-sur-Loire (Frankrijk)
- Neustadt an der Orla (Duitsland)
- Wépion (België)

## Bekende inwoners
- Irma Laplasse (1904-1945), persoon binnen de Vlaamse Beweging
- Walter Capiau (1937-2018), tv-presentator
- Gert Verhulst (°1968), presentator, acteur en ondernemer
- Piet Goddaer (°1970), popmuzikant
- Gaëtan Englebert (°1976), voetballer

## Afbeeldingen

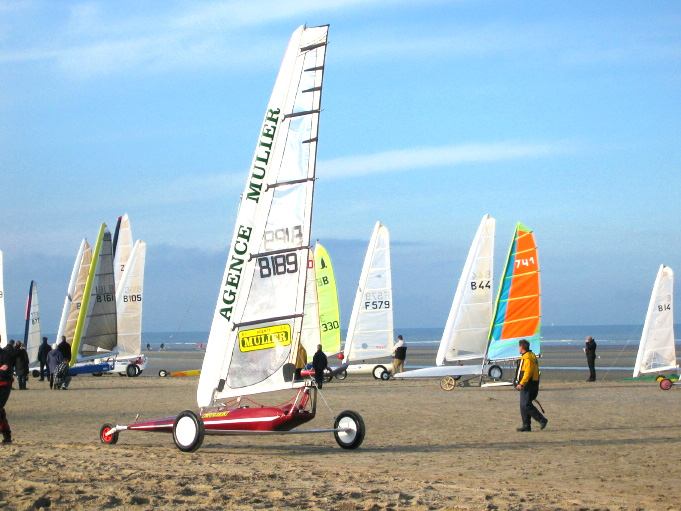
Zeilwagenrijden
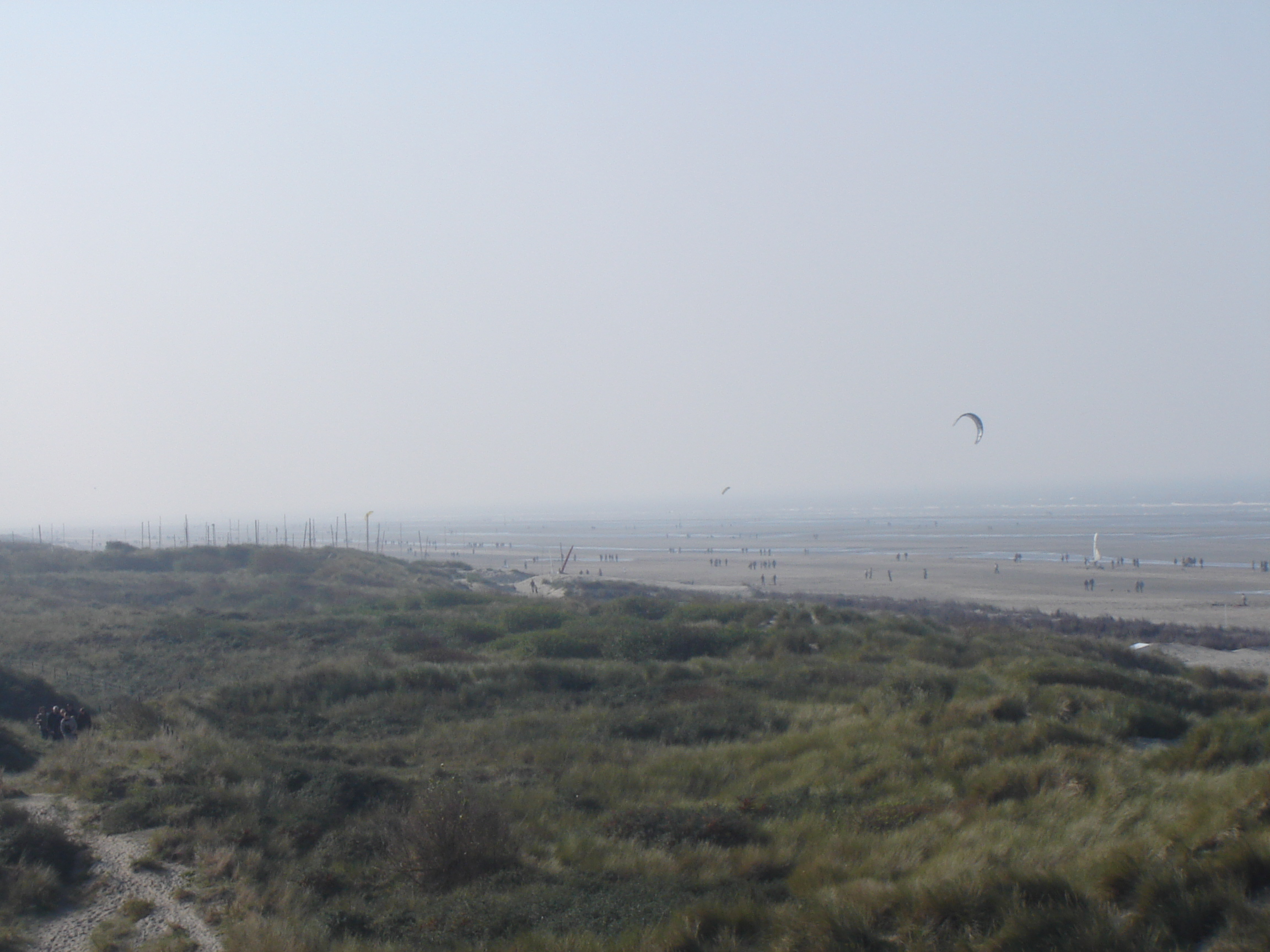
Zeebermduinen en strand
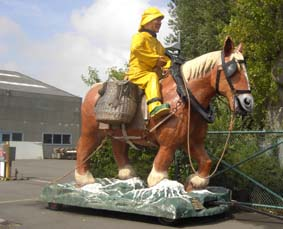
Hulde aan de garnaalvisser

## Nabijgelegen kernen
Koksijde, Oostduinkerke-Bad, Nieuwpoort, Wulpen
Deelgemeenten: Koksijde · Oostduinkerke · Wulpen

Overige plaatsen: Groenendijk-Bad · Koksijde-Bad · Oostduinkerke-Bad · Sint-André · Sint-Idesbald

Belgische gemeenten · Arrondissement Veurne · West-Vlaanderen · Vlaanderen